# 角膜后沉着物
角膜后沉着物（keratic precipitates）是来自虹膜和睫状体的炎症细胞及白细胞黏附在角膜内皮上，通过裂隙灯看到角膜内表面的沉积物。
角膜后沉着物分为羊脂状（mutton fat）即肉芽肿样、点状（punctate）即非肉芽肿样，两大类角膜后沉着物。

## 临床意义
KP的出现有两个必要条件：
1. 角膜内皮有损伤
2. 前房有炎症细胞或者色素

也就是说，KP的出现前提是有眼内炎症的发生。正常的眼睛或者只有外眼的疾病（如结膜炎）是不会看到KP的，於病历上一般写成KP(-)。
KP(+)見于各种类型的葡萄膜炎。